# Лигумай (Швенчёнеляйское староство)
Лигумай (лит. Lygumai) — село в восточной части Литвы. Входит в состав Швенченеляйского староства Швянчёнского района. По данным переписи Литвы 2011 года, население Лигумая составляло 8 человек.

## География
Расположено в северной части района, у границы с Игналинским районом. Находится в 17 километрах от Швянчёниса, центра района и в 16 километрах от Швенчёнеляя, центра староства. Ближайшие населённые пункты — села Биржия и Акмянишкяй.

## Население
| 1905                           | 1931 | 1959 | 1970 | 1979 | 1989 | 2001 | 2011 |
| ------------------------------ | ---- | ---- | ---- | ---- | ---- | ---- | ---- |
| 10                             | 11   | 37   | 18   | 16   | 12   | 11   | 8    |
| Гистограмма динамики населения |      |      |      |      |      |      |      |